# Miasta Sint Eustatius
Miasta Sint Eustatius – według danych oficjalnych pochodzących z 2024 roku Sint Eustatius, gmina zamorska Holandii posiadał jedno miasto o ludności przekraczającej 400 mieszkańców – stolica kraju Oranjestad. Reszta jedenaście osad (buurt) liczy poniżej 400 mieszkańców.

## Największe miejscowości
Największe miejscowości na Sint Eustatius według liczby mieszkańców (stan na 1 stycznia 2024):
| L.p. | Miasto          | Liczba ludności |
| ---- | --------------- | --------------- |
| 1.   | Oranjestad      | 443             |
| 2.   | Union           | 390             |
| 3.   | Princess Garden | 385             |
| 4.   | Golden Rock     | 331             |
| 5.   | Cherry Tree     | 260             |

## Alfabetyczna lista miejscowości
Spis miejscowości Sint Eustatius:
- Bay Brow
- Chapel Piece
- Cherry Tree
- Concordia
- Golden Rock
- Jeems
- Mansion
- Mountain District
- Oranjestad, miasto
- Princess Garden
- Union
- Wilton Farm